# Епархия Гумлы
Епархия Гумлы (лат. Dioecesis Gumlaënsis) — епархия Римско-Католической церкви c центром в городе Гумла, Индия. Епархия Гумлы входит в митрополию Ранчи. Кафедральным собором епархии Гумлы является церковь святого Патрика.

## История
28 мая 1993 года Римский папа Иоанн Павел II выпустил буллу Quo aptius, которой учредил епархию Гумлы, выделив её из архиепархии Ранчи.

## Ординарии епархии
- епископ Michael Minj (28.05.1993 — 15.11.2004);
- епископ Paul Alois Lakra (28.01.2006 — по настоящее время).

## Источник
- Annuario Pontificio, Ватикан, 2007
- Булла Quo aptius  (лат.)